# Gundakar von Dietrichstein

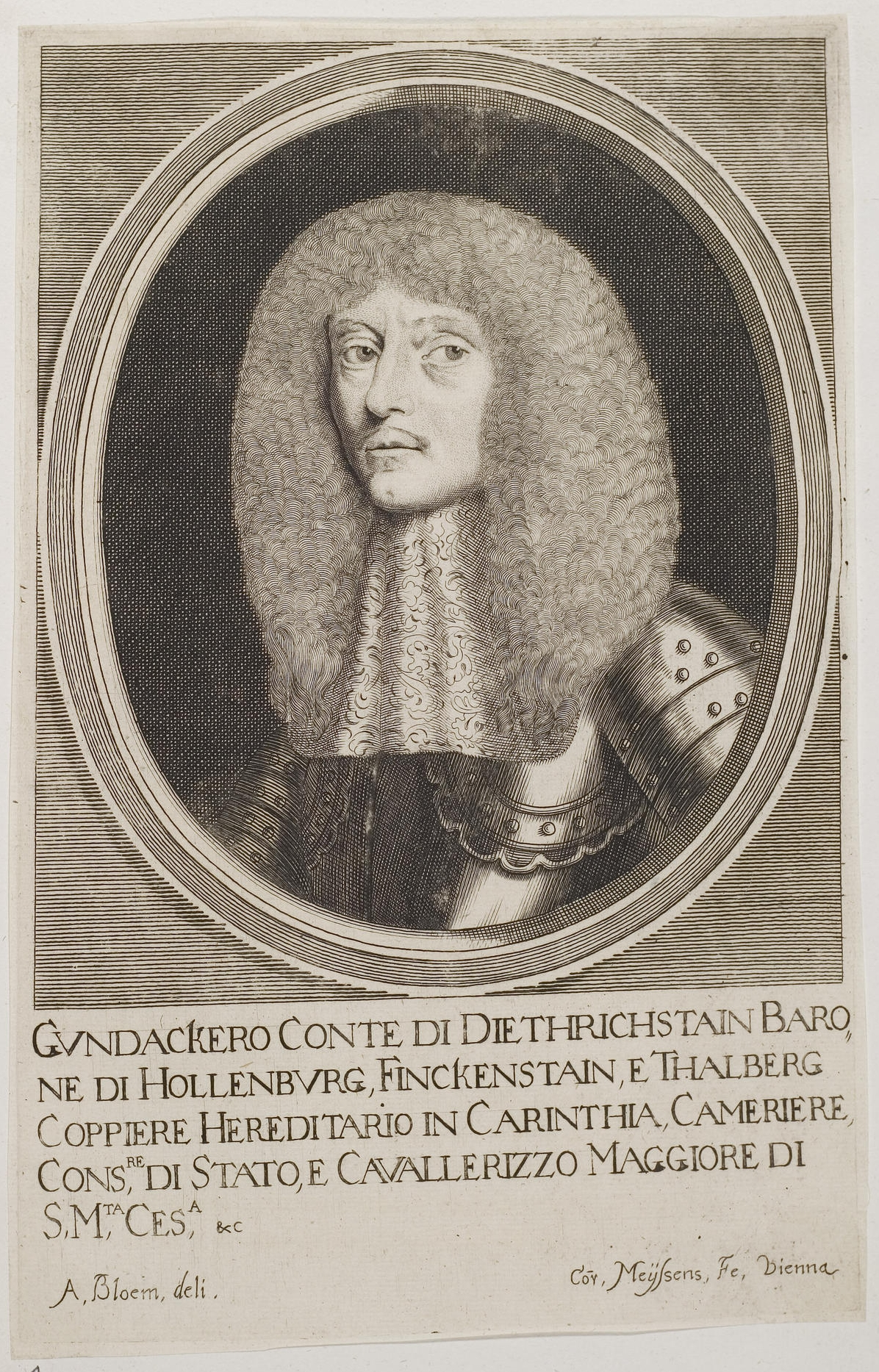
Gundakar von Dietrichstein

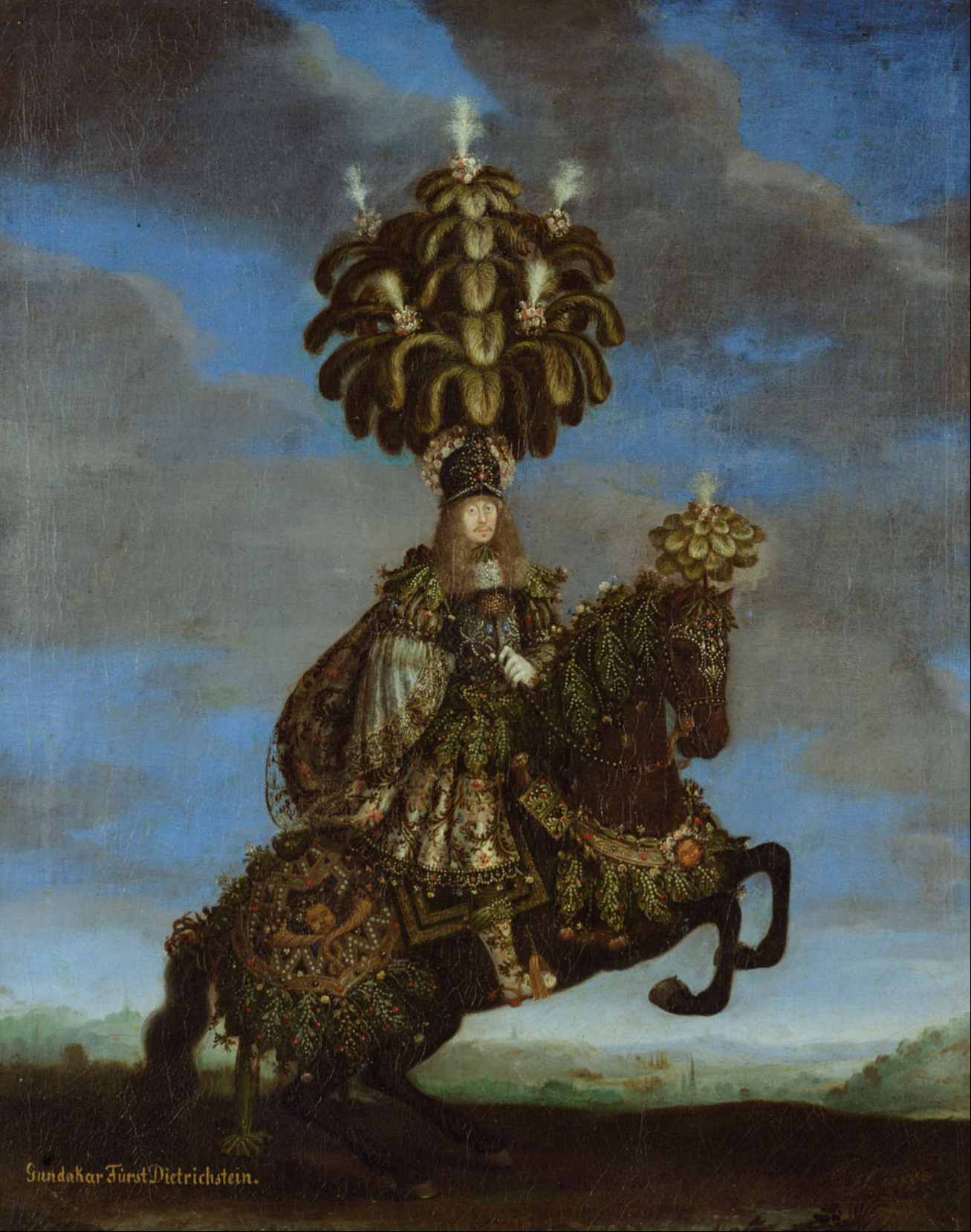
Gundakar Fürst Dietrichstein zu Pferd

Gundakar Reichsfürst von Dietrichstein auch Gundacker von Dietrichstein (* 9. Dezember 1623 in Hollenburg; † 25. Januar 1690 in Augsburg) war ein österreichischer Adliger, kaiserlicher Minister, Gesandter und Hofbeamter.

## Leben
Er stammte aus dem Kärntner Adelsgeschlecht Dietrichstein. Gundakar von Dietrichstein, jüngstes von neunzehn Kindern des Bartholomäus von Dietrichstein (1579–1635), der als österreichischer Protestant nach Nürnberg exulierte, wurde am 20. März 1656 zusammen mit seinem Bruder Christian in den Reichsgrafenstand erhoben. Während sein Bruder evangelisch blieb, konvertierte Gundakar zum Katholizismus. Kaiser Ferdinand II. ernannte ihn am 1. Juli 1656 zum Reichshofrat und Kaiser Leopold I. am 7. März 1662 zum Oberstallmeister und Wirklichen Geheimen Rat. Seit 1665 war er alleiniger Eigentümer des Palais Dietrichstein in Wien. 1665 stiftete er in Markt Hollabrunn das Kapuzinerkloster des Hl. Erzengel Michaels, das er zur Familiengrablege bestimmte. Anlässlich der Vermählung Kaiser Leopolds I. mit Infantin Margarita Teresa von Spanien nahm Gundakar 1666 in Wien an einem Hoffest mit Pferdeballett teil. Zu diesem Anlass entstand ein Gemälde das den Grafen in prunkvoller Kostümierung zeigt.
1671 ernannte ihn König Karl II. von Spanien zum Ritter des Ordens vom Goldenen Vlies. Am 3. Juli 1675 erhielt er die Würde eines Oberstkämmerers, und 1684, nach der Türkenbelagerung Wiens, zur Belohnung vom Kaiser den Reichsfürstenrang. Zur Wahl Erzherzog Josephs zum römisch-deutschen König reiste Gundakar im Januar 1690 nach Augsburg. Dort erkrankte er schwer. Am 21. Januar 1690 machte er sein Testament. Zu Gunsten der fürstlichen Linie stiftete er ein Fideikommiss, welches die Herrschaften Budin, Libochowitz, Podbradetz, Zierotin, Pomeisl, Wellischbirken und Tschepschowitz beinhaltete. Ein weiteres Fideikommiss, für die gräfliche Linie, widmete er seinem Großneffen. Es umfasste ein Haus in Wien, sowie die Güter Spitz mit Heinrichschlag, Schwallenbach und Zaissing, Arbesbach, Sonnenberg, Spitzenberg und Groß. Er starb ein Tag nach der Proklamation, die in der Sakristei von St. Ulrich und Afra stattfand, am 25. Januar 1690 in Augsburg. Sein Leichnam wurde über die Donau nach Hollabrunn überführt.

## Familie
Gundakar von Dietrichstein heiratete in erster Ehe 1656 Isabella Konstantia († 17. November 1685), Tochter des Hermann Freiherr von Questenberg und in zweiter Ehe am 10. Februar 1686 Maria Christina († 8. Februar 1719), Tochter des Johann Franz Graf von Trautson. Beide Ehen blieben kinderlos. Da er selbst ohne Nachkommen war, adoptierte und erzog er den Sohn seines Neffen, Gundakar Ferdinand von Dietrichstein, welcher er auch zu seinem Erben bestimmte.

## Auszeichnungen
- Ritter des Ordens vom Goldenen Vlies